# Hydrothrix gardneri
Hydrothrix gardneri là một loài thực vật có hoa trong họ Pontederiaceae. Loài này được Hook.f. mô tả khoa học đầu tiên năm 1887.
Loài này dường như có quan hệ họ hàng gần với Schollera graminea = Heteranthera dubia.